# 쓰쿠시 지진
쓰쿠시 지진(일본어: 筑紫地震 쓰쿠시지신[*])은 일본 아스카 시대 후기(하쿠호 시대) 규슈 북부에서 일어난 대지진이다. 일본서기에 지진이 일어났다는 기록이 적혀 있으며, 일본에서 가장 오래된 진앙지가 구체적으로 판명된 역사지진이다. 일본서기에서는 쓰쿠시 지진 발생 직후부터 일본 곳곳에서 지진이 일어났다는 기록이 증가하기 시작했으며, 본 지진이 일어난지 약 6년 후인 서기 684년에는 난카이 해곡 거대지진 중 하나인 규모 M8급의 하쿠호 지진이 일어났다.

## 지진 기록
일본 덴무 천황 7월 12월 경(율리우스력 679년 1월 18일-2월 15일, 그레고리력 679년 1월 21일-2월 18일 사이 기간) 규슈 북부 쓰쿠시국에서 대지진이 발생했다는 기록이 있다. 지진이 일어난 정확한 날짜는 사서마다 다르고 각 사서에서도 정확하게 적혀 있지 않아 불문명하다.
너비는 2장 (약 6 m), 길이 약 3,000여 장 (약 10 km)의 땅이 갈라져 마을의 민가가 다수 파괴되었으며, 언덕이 붕괴되어 그 위에 있던 집이 쓸려나갔으나 땅이 잘게 다져저 붕괴되지 않아 집이 멀쩡했고, 밤이 지나고 아침해가 다시 떠오른 후에야 거대한 산사태가 일어났던 상황을 파악했다는 기록이 남아 있다.
일본서기 제2권 29편에는 다음과 같이 기록되어 있다.
덴무 천황 7년 12월 이 달
쓰쿠시국이 크게 흔들렸다. 땅이 2장 길이로 찢어졌다. 길이는 3천여 장이나 되었다. 백성의 집들과 바닷가 촌의 흙덩이가 여럿 무너져내렸다. 지진이 일어났을 때 산둥성이 위의 백성 집들은 진동이 느껴졌는데 언덕이 붕괴되었다. 하지만 집 안이 붕괴되거나 깨진 것이 없었다. 집 안에 있던 가족들은 집이 쓰러진 줄도 모르고 피난을 갔다 다음 날 (산이 무너져 내린) 상황을 보고 크게 놀랐다.

또한 분고국 풍토기에서는 고마산(五馬山)이 붕괴되고 온천이 곳곳에서 분출되었으며, 그 중 하나 이상이 간헐천이 되었다는 기록이 남아 있다. 다음은 덴무 7년 무인년의 기록이다.
고마산(2군 남쪽에 있음)은 옛날에 두 땅거미가 있었고 이를 이오마원(二五馬媛)이라고 했다. 혹자는 이오마산(二五馬山)이라고 ㅎ불렀다. 아스카노키요미하라노미야 덴무 천황 치세 무인년에 큰 지진이 일어나 산꼭대기가 붕괴되고, 산 협곡들이 무너져 내려 온 지천이 한눈에 들어올 정도였다. 불을 땠나, 밥이 익을 수 있을 정도로 매우 뜨거운 물이 올라왔다. 그러나 한번 나온 뜨거운 물 분출지는 1장여 정도로 나오다가 안 나올 때 보면 얉은 수심이다. 색깔은 마치 연보라(감색) 같았다. 늘 흐르지는 않는다. 두 사람이 말한 바에 따르면 부글부글 끓고서는 1장 되는 높이로 분출된다고 한다. 지금은 뜨거운 물이 나오지는 않는 시기 같다고 말했다.

일본서기에서 쓰쿠시 지진을 기록할 때 쓴 날짜인 "十二月是月"(12월 이 달) 직전에 있는 내용은 12월 27일 되새(납자조)가 하늘을 덮을 정도로 무리지어 서남쪽에서 동북쪽으로 이동했다는 기록이 있는데, 일부 사람들은 새들이 떼지어 이동했다는 이 기록을 보고 굉관이상현상의 일종이라고 주장하기도 한다. 당시 일본서기의 기록은 다음과 같다.
12월 계축삭 기묘. 되새가 하늘을 가리다. 서남쪽에서 동북쪽으로 비행했다.

지진학자인 가와스미 히로시는 본진 규모를 MK = 3.6으로 추정하고 일본 기상청 규모 M6.7 정도라고 환산하였다. 우사미 교수(2003)은 M6.5-7.5 사이의 규모로 추정하고 있다.

## 진원 단층
1988년 다자이후의 가미쓰 토루를 조사하던 도중 구루메시 교육위원회가 가미쓰 토루 일부가 미끄러져 떨어져 나가 8세기 후반 경 판축토로 복구한 흔적이 발견되었다. 이후 조사에서 7세기 경 땅에서 물이 분출한 흔적이 발견되었으며 후쿠오카현 미이군 기타노정(현 후쿠오카현 구루메시) 고가노우에 유적에서도 땅이 갈라지고 물이 분출한 흔적 등이 발견되며 지진이 일어났다는 흔적증거가 나타났다.
1992년에는 미노 단층을 포함하는 거대 단층인 오이와케 단층 위에 있는 야마카와 마에다 유적에서 점토층과 함께 아이라Tn 화산재층(약 2만 수천년 전 지층)에서 2 m 정도 되는 단층 균열이 발견되었다. 오이와케 단층의 채굴 조사 결과 2만 5천년 사이 3차례 미노 단층의 활동으로 보이는 지진 활동의 증거가 발견되었으며 3차례의 미노 단층 지진활동 중 가장 최근의 지진 활동은 6세기 이후, 13-14세기 이전의 것으로 밝혀졌다. 규슈 북부의 7세기 경 집중적인 지진 기록은 679년 일어난 쓰쿠시 지진밖에 없으며, 주변에 7세기 경 지진이 발생했다는 흔적이 집중된 것으로 보아 가장 강력했던 최근 지진은 쓰쿠시 지진인 것으로 추정하고 있다. 미노 단층과 한꺼번에 이을 경우 단층의 총 길이는 동서 약 20 km, 활동 정도는 연간 변위 0.1-1.0 mm 정도이며 우향으로 응력을 받는 정단층인 것으로 추정된다.
2015년에는 미노 단층에 있는 마스우다 고분군(구루메시 다누시마루정 마스우다 소재, 6세기 경 축조 추정) 중 원분 4기가 쓰쿠시 지진의 피해로 붕괴 피해를 입은 것으로 추정되는 모양의 붕괴 흔적이 발견되었다.

## 같이 보기
- 후쿠오카현 서쪽 해역 지진
- 미노 단층